# Велстон (Мисури)
Велстон (енгл. Wellston) град је у америчкој савезној држави Мисури.

## Демографија
По попису из 2010. године број становника је 2.313, што је 147 (-6,0%) становника мање него 2000. године.
| Група             | 2000.         | 2010.         |
| Белци             | 155 (6,3%)    | 54 (2,3%)     |
| Афроамериканци    | 2.265 (92,1%) | 2.207 (95,4%) |
| Азијати           | 4 (0,2%)      | 5 (0,2%)      |
| Хиспаноамериканци | 26 (1,1%)     | 9 (0,4%)      |
| Укупно            | 2.460         | 2.313         |